# مقياس بريستول للبراز
مقياس بريستول للبراز هو أداة طبية تشخيصية مصممة لتصنيف شكل البراز البشري إلى سبع فئات، ويُستخدم في كلا المجالين السريري والتجريبي. 
طُوِّر هذا المقياس في مستشفى بريستول الملكي كأداة للتقييم السريري في عام 1997، ويُستخدم على نطاق أوسع بصفته أداةً بحثيةً لتقييم فعالية علاجات أمراض الأمعاء المختلفة، ووسيلةً مساعدةً للاتصال السريري، وهذا يشمل كونها جزءًا من ثالوث التشخيص لمتلازمة الأمعاء الهيوجة.

## الشرح
تشمل أنواع البراز السبعة ما يلي:
- النوع الأول: كتل صلبة منفصلة، مثل المكسرات (يصعب تمريرها وقد تكون سوداء).
- النوع الثاني: تشبه شكل النقانق، لكنها متكتلة نوعًا ما.
- النوع الثالث: تشبه شكل النقانق لكن مع شقوق على سطحها (قد تكون سوداء اللون).
- النوع الرابع: تشبه شكل النقانق أو الثعبان، وتكون ملساء ولينة (براز طبيعي).
- النوع الخامس: كتل مستديرة لزجة لينة مع حواف حادة وواضحة.
- النوع السادس: قطع رقيقة (رخفة) مع حواف خشنة، براز طري (إسهال).
- النوع السابع: مائي ولا توجد قطع صلبة، سائل بالكامل (إسهال).

يدل النوعان الأول والثاني على الإمساك، ويُعتبر النوعان الثالث والرابع برازًا مثاليًا إذ يسهل إطراحه ولا يحتوي على سوائل زائدة، ويعتبر النوع الخامس أقرب إلى الإسهال، أما النوعان السادس والسابع فيشيران للإسهال حتمًا.
في الدراسة الأولية، وُجد في كل المجموعات التي فُحصت وفق هذا المقياس أن النوعين الأول والثاني من البراز أكثر شيوعًا لدى الإناث، أما النوعان الخامس والسادس فكانا أكثر انتشارًا عند الذكور، وعلاوةً على ذلك فإن %80 من المشاركين في التجربة الذين أشاروا إلى حدوث الزحير المستقيمي (الإحساس بالتغوط غير الكامل) كان نمط البراز عندهم من النوع السابع. سمحت هذه البيانات وغيرها باعتماد هذا المقياس.
مقياس بريستول للبراز حساس جدًا لتغيرات زمن العبور المعوي الناجمة عن الأدوية مثل مضادات الإسهال كاللوبيراميد والسنامكي، والمواد الأنثراكينونية ذات التأثير الملين.

## الاستخدامات

### تشخيص متلازمة القولون المتهيج
يذكر الأشخاص المصابون بمتلازمة القولون المتهيج (آي بي إس) أنهم يعانون عادةً من المغص (تشنجات البطن) والإمساك. يتخلل الإمساك المزمن نوبات قصيرةً من الإسهال عند بعض المرضى، بينما يعاني القليل من مرضى القولون العصبي من الإسهال فقط. غالبًا ما يستمر ظهور الأعراض أشهرًا أو سنوات، ويستشير المرضى عادةً عدة أطباء دون تقدم ملحوظ في وضعهم الصحي، ويقومون أيضًا بعدة استقصاءات طبية تخصصية. لوحظ وجود ارتباط قوي بين الأعراض المذكورة والضغط النفسي؛ وبالفعل يرتبط الإسهال مع الظواهر العاطفية. يُلاحظ وجود الدم فقط عندما يترافق المرض مع البواسير.
استخدمت الأبحاث التي أُجريت على متلازمة الأمعاء الهيوجة (في العقد الأول من القرن الواحد والعشرين)، وسلس البراز، والمضاعفات المعدية المعوية لمرض نقص المناعة المكتسب (الإيدز) مقياس بريستول كأداة تشخيصية سهلة الاستخدام، حتى في أحد الأبحاث الذي استمر مدة 77 شهر.
تاريخيًا، أوصت مجموعة الإجماع في برنامج كايزر بيرمانينت للرعاية الطبية (سان دييغو، كاليفورنيا) باستخدام مقياس تقييم البراز لجمع البيانات عن أمراض الأمعاء الوظيفية (إف بي دي).
وفي الآونة الأخيرة، أمكن تحديد ستة مظاهر سريرية لمتلازمة الأمعاء الهيوجة وفق آخر مراجعة لمعيار روما الثالث.
| الأنواع الفرعية السائدة للبراز التي تظهر في متلازمة الأمعاء الهيوجة وفق معيار روما الثالث |
| --- |
| 1. متلازمة الأمعاء الهيوجة مع إمساك (آي بي إس- سي) - براز متكتل أو قاس*≥ %25 وبراز مائي أو رخو (لين) >† %25 من حركات الأمعاء. ‡ |
| 2. متلازمة الأمعاء الهيوجة مع إسهال (آي بي إس- دي) - براز مائي أو رخو (لين) †≥ %25 وبراز متكتل أو قاس*> %25 من حركات الأمعاء. ‡ |
| 3. متلازمة الأمعاء الهيوجة المختلطة (آي بي إس- إم) - براز متكتل أو قاس*≥ %25 وبراز مائي أو رخو (لين) ≥† %25 من حركات الأمعاء. ‡ |
| 4. متلازمة الأمعاء الهيوجة غير المصنفة (آي بي إس- يو) – شذوذات برازية غير كافية لتصنيفها على أنها إمساك أو إسهال أو مختلطة. ‡ |
| * مقياس بريستول للبراز نمط 1 و 2 (كتل صلبة منفصلة، مثل المكسرات (يصعب تمريرها) أو تشبه شكل النقانق)؛ † مقياس بريستول للبراز نمط 6 و 7 (قطع رقيقة (رخفة) مع حواف خشنة، براز طري أو مائي، لا توجد قطع صلبة نهائيًا أو قطع سائلة بالكامل)؛ ‡ مع عدم استخدام مضادات الإسهال أو الملينات. |

ترتبط هذه الأنواع الفرعية الأربعة المعرّفة بكثافة البراز والتي يمكن تحديدها باستخدام مقياس بريستول للبراز.
في عام 2007، أصدرت كلية مايو كلينيك أليكس للطب في مدينة روشستر (ولاية مينيسوتا، الولايات المتحدة) تقريرًا عن إجراء بحث وبائي على عدد من السكان يبلغ 4196 شخص ممن يعيشون في مقاطعة أولمستيد (ولاية مينيسوتا)، وطُلب فيه من المشاركين ملء استبيان بالاعتماد على مقياس بريستول للبراز.
توزيع عوامل الخطر في ثلاث مجموعات مصنفة وفقًا لمرور البراز عبر القولون، والمجموعات الفرعية مصنفة وفقًا لنوع البراز نموذج القرن
|                                                                               | عبور القولون الطبيعي (مقياس بروستول نمط 3-4) (عدد العينات =197) | عبور القولون البطيء (مقياس بروستول نمط 1-2) (عدد العينات =411) | عبور القولون السريع (مقياس بروستول نمط 5-7) (عدد العينات =1662) |
| العمر (المتوسط ± الانحراف المعياري، بالسنوات)                                 | 62 ± 12                                                         | 63 ± 13                                                        | 61 ± 12                                                         |
| الذكور (%)                                                                    | 50                                                              | 38                                                             | 43                                                              |
| مؤشر كتلة الجسم (المتوسط ±الانحراف المعياري )                                 | 29.6 ± 7.5                                                      | 28.2 ± 6.8                                                     | 32. 5 ± 9.9                                                     |
| درجة إس إس سي: القائمة المرجعية للأعراض الجسدية (المتوسط ± الانحراف المغياري) | 1.6 ± 0.50                                                      | 1.7 ± 0.53                                                     | 1.8 ± 0.57                                                      |
| التدخين (%(                                                                   | 8                                                               | 7                                                              | 12                                                              |
| الكحول (%(                                                                    | 45                                                              | 48                                                             | 41                                                              |
| استئصال المرارة (%)                                                           | 11                                                              | 12                                                             | 19                                                              |
| استئصال الزائدة الدودية (%)                                                   | 28                                                              | 31                                                             | 35                                                              |
| حبوب منع العمل (% عند النساء)                                                 | 3                                                               | 5                                                              | 3                                                               |
| الحالة الاجتماعية                                                             |                                                                 |                                                                |                                                                 |
| متزوج (%(                                                                     | 80                                                              | 77                                                             | 76                                                              |
| المستوى الدراسي                                                               |                                                                 |                                                                |                                                                 |
| التعليم الإلزامي (%)                                                          | 5                                                               | 5                                                              | 7                                                               |
| التعليم الثانوي/ عدة سنوات (%)                                                | 53                                                              | 52                                                             | 58                                                              |
| دبلوم أو إجازة جامعية (%)                                                     | 41                                                              | 42                                                             | 36                                                              |
| التاريخ العائلي                                                               |                                                                 |                                                                |                                                                 |
| سرطان المعدة (%)                                                              | 16                                                              | 14                                                             | 15                                                              |
| سرطان الأمعاء (%)                                                             | 12                                                              | 11                                                             | 15                                                              |

تشير نتائج البحث (انظر للجدول) إلى أن نحو واحد من كل خمسة أشخاص يعانون من العبور البطيء للقولون (النوعان الأول والثاني من البراز)، بينما واحد من كل اثني عشر شخص يعانون من العبور السريع (النوعان الخامس والسادس من البراز)، وعلاوةً على ذلك، تتأثر طبيعة البراز بالعمر والجنس ومؤشر كتلة الجسم، سواء خضعوا لاستئصال مرارة أو عانوا من مكونات نفسية جسمية محتملة (الجسدنة)؛ لم تكن هناك آثار لعوامل مثل التدخين أو الكحول أو مستوى التعليم أو قصة استئصال الزائدة الدودية أو وجود قصة عائلية لأمراض الجهاز الهضمي أو الوضع المدني أو استخدام موانع الحمل الفموية.